# Qingchengshan (berg)
Qingchengshan (kinesiska:青城山, pinyin: Qīngchéng Shān) är ett berg i staden Dujiangyan i Sichuanprovinsen, Kina. I daoistisk mytologi var det här som Huang-Di studerade med Ning Fengzhi. Som ett center för daoisterna byggdes flera tempel på berget. Berget har 36 bergstoppar.

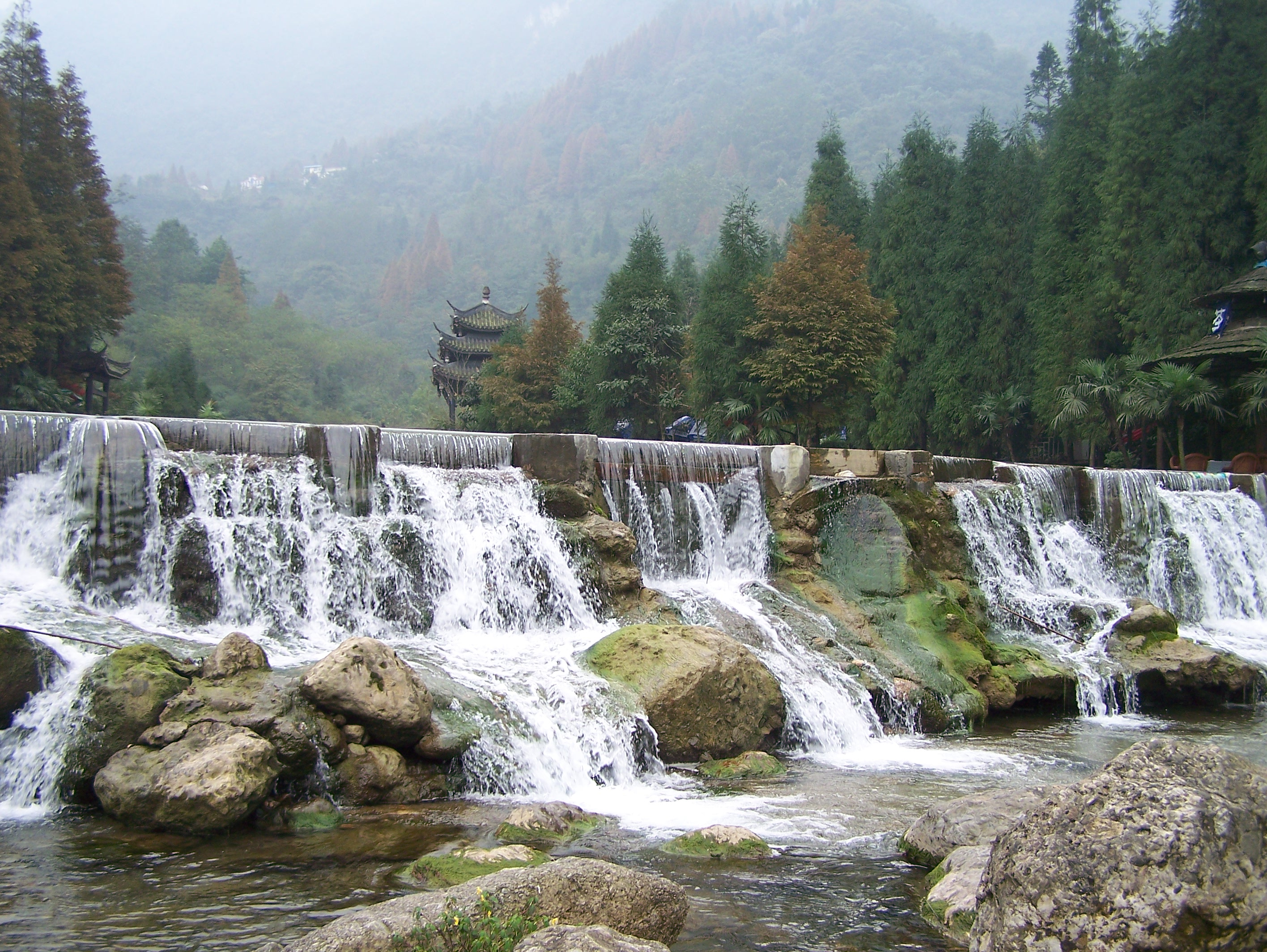
Vattenfall i Mount Qingcheng
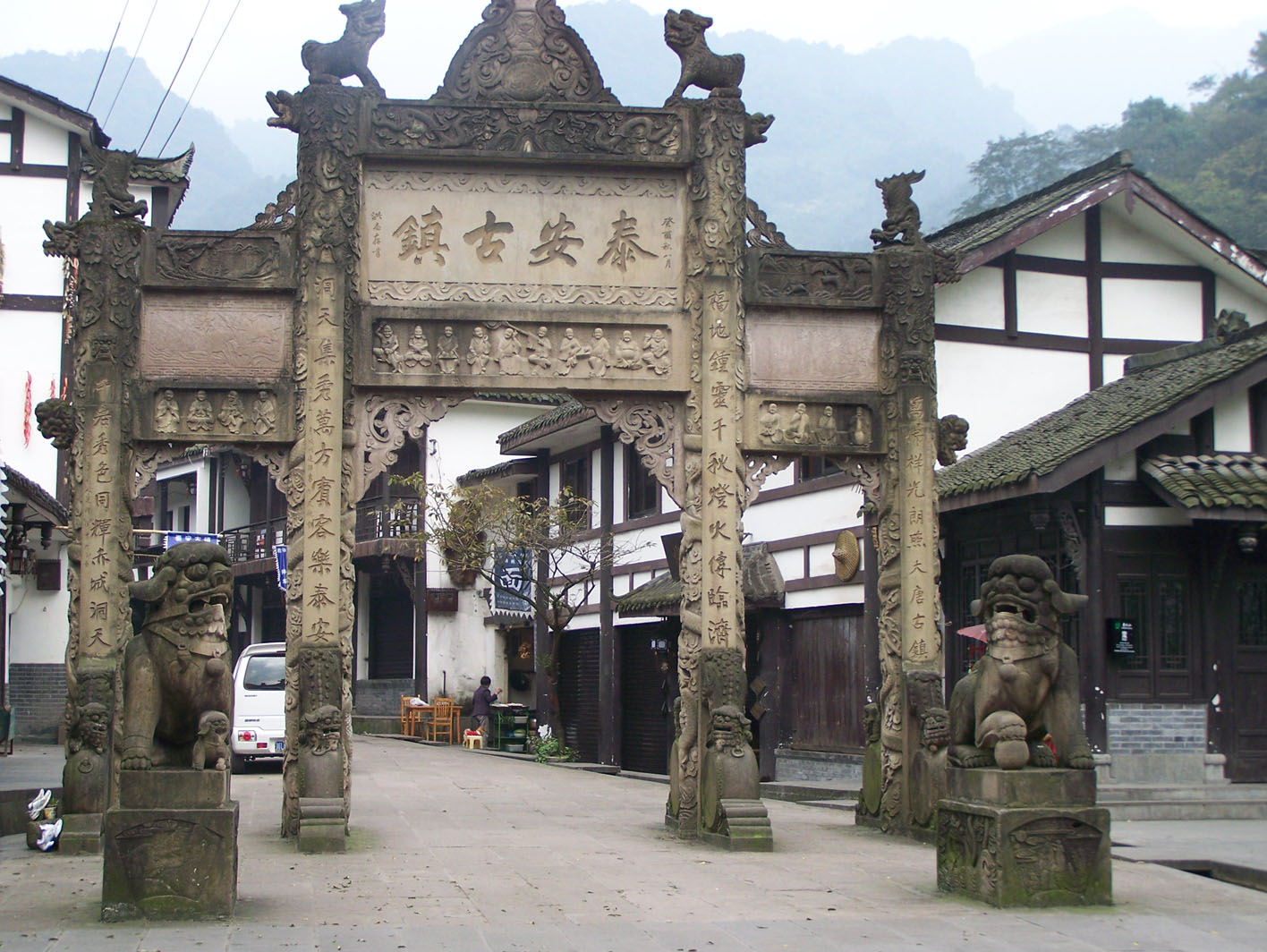
Qin An vid foten av Mount Qingcheng